# 安娜贝格县
安娜贝格县（Landkreis Annaberg）是德国萨克森州西南部曾经的一个县，隶属于开姆尼茨行政区，首府安娜贝格-布赫霍尔茨。2008年8月1日，安娜贝格县与奥厄-施瓦岑贝格县、施托尔贝格县和中厄尔士山县合并为厄尔士山县。

## 地理
安娜贝格县东面与中厄尔士山县，南面与捷克的卡罗维发利州，西面与奥厄-施瓦岑贝格县，西北面与施托尔贝格县相邻。